# False Folio
Mit dem Begriff False Folio oder Pavier’s Quarto bezeichnen Shakespeare-Forscher und Buchwissenschaftler eine Reihe von Werken, die im Jahre 1619 unberechtigt von William Jaggard gedruckt und von Thomas Pavier herausgegeben wurden. Es handelt sich um acht Dramen Shakespeares und zwei ihm fälschlich zugeschriebene Stücke.

## Die Bezeichnungen der Fälschungen
Der von Forschern später eingeführte Begriff „False Folio“ („falsches Folio“) für die unberechtigte Ausgabe von 1619 orientiert sich an der etablierten Bezeichnung für die erste Werkausgabe von Shakespeares Dramen, das First Folio von 1623. Die Bezeichnung „Folio“ für die Ausgabe von 1619 ist nicht ganz korrekt, denn die Stücke erschienen in einem Quarto-Format, das etwas größer als üblich war. 1909 erschienen die Ergebnisse einer erstmaligen Untersuchung mit modernen bibliografischen Methoden durch Alfred W. Pollard, W. W. Greg und William J. Neidig.

## Umfang und Art der Fälschung
1619 druckte William Jaggard zehn Dramen, vermutlich um sie bevorzugt als Sammelband zu verkaufen. Je nach Nachfrage sollten auch Einzelausgaben möglich sein. Da Jaggard aber nicht in jedem Fall die Rechte an den Werken besaß, druckte er sie teilweise mit falschen Datumsangaben und den Namen der ursprünglich verantwortlichen Stationer. Er täuschte auf diese Weise Neuauflagen der früheren Drucke vor. Sortiert nach dem Erscheinungsjahr des Erstdruckes handelt es sich um die folgenden Werke:
- The Whole Contention Between the Two Famous Houses, Lancaster and York. Die Angabe auf der Titelseite lautet: „Printed at LONDON,for T. P.“ (gedruckt in LONDON,für T. P. [Thomas Pavier]). Die Herausgeberangabe ist richtig, das Druckdatum ist nicht angegeben.

Dieser Druck ist eine Innovation. Jaggard fügte zwei ursprünglich als Einzelausgaben gedruckte Werke in einem Band zusammen. The First Part of the Contention Betwixt the Two Famous Houses of York and Lancaster ist der Titel der Erstausgabe von Henry VI, Part 2. Das Werk wurde von Thomas Millington in den Jahren 1594 and 1600 herausgegeben. Die Drucker waren Thomas Creed (1594) und Valentine Simmes (1600). The True Tragedy of Richard Duke of York ist der Titel der Erstausgabe von Henry VI, Part 3. Es wurde von Millington in den Jahren 1595 und 1600 herausgegeben.
- The Merchant of Venice. Die Angabe auf der Titelseite lautet: „Printed by J. Roberts,1600.“ (Gedruckt von J. Roberts, 1600). Die korrekte Angabe müsste lauten: "Printed by W. Jaggard, 1619." Mithin ist der Name des Druckers und Datumsangabe falsch. An diesem Stück hatte Jaggard keine Rechte. Das Copyright gehörte dem Stationer Laurence Hayes.
- A Midsummer Night’s Dream. Die Angabe auf der Titelseite lautet: „Printed by Iames Roberts, 1600.“ (Gedruckt von Iames Roberts, 1600). Die korrekte Angabe müsste lauten: "Printed by W. Jaggard, 1619." Mithin ist der Name des Druckers und Datumsangabe falsch. Der Herausgeber des ersten Quarto von „Ein Sommernachtstraum“ aus dem Jahr 1600 war Thomas Fisher, Drucker war vermutlich Richard Bradock.
- Henry V. Die Angabe auf der Titelseite lautet: „Printed for T. P. 1608“ (Gedruckt für T. P. [Thomas Pavier] 1608). Die korrekte Angabe müsste lauten: „Printed for T. P. 1619“. Gefälscht wurde also das Datum des Drucks. Die Herausgeberangabe ist korrekt, denn Pavier besaß die Rechte an Henry V.
- Sir John Oldcastle. Die Angabe auf der Titelseite lautet: „London printed for T. P. 1600.“ ([In] London gedruckt für T. P. [Thomas Pavier] 1600.). Die korrekte Angabe müsste lauten: „Printed for T. P. 1619“. Die Datumsangabe ist also falsch, der Herausgebername ist richtig, denn Pavier besaß die Rechte an dem Stück. Der Drucker der Erstausgabe war Valentine Simmes. Es wurde der Name von Shakespeare als Autor hinzugefügt, was eine Fälschung ist. Der ursprüngliche Druck erfolgte anonym.
- The Merry Wives of Windsor. Die Angabe auf der Titelseite lautet: „Printed for Arthur Johnson, 1619.“ (Gedruckt für Arthur Johnson, 1619). Die korrekte Angabe müsste lauten: „Printed for Thomas Pavier, 1619“. Mithin ist der Herausgeber-Name gefälscht. Johnson war im Jahr 1602 der Herausgeber des Quarto 1 von Merry Wives of Windsor.
- King Lear. Die Angabe auf der Titelseite lautet: „Printed for Nathaniel Butter. 1608.“ (Gedruckt für Nathaniel Butter. 1608). Die korrekte Angabe müsste lauten: „Printed for Thomas Pavier, 1619“. Gefälscht wurden also Datum und Name des Herausgebers. Butter war der Herausgeber des Quarto 1 von Lear im Jahr 1608.
- A Yorkshire Tragedy. Die Angabe auf der Titelseite lautet: „Printed for T. P. 1619.“ (gedruckt für Thomas Pavier 1619). Beide Angaben sind richtig. Das Werk erschien 1608 erstmals. Der Herausgeber beider Auflagen war Thomas Pavier. Es wurde vermutlich von Thomas Middleton verfasst und in beiden Quartoausgaben Shakespeare zugeschrieben, und daher der dritten Auflage der First Folio von 1663 zusammen mit dem Pericles und fünf weiteren Shakespeare-Apokryphen hinzugefügt.[2]
- Pericles, Prince of Tyre. Die Angabe auf der Titelseite lautet: „Printed for T. P. 1619.“ (Gedruckt für T. P. [Thomas Pavier] 1619). In diesem Falls sind die Angaben richtig. Allerdings wurde bei einer im selben Jahr erfolgten Neuauflage das Druckdatum auf das Jahr 1609 „korrigiert“.

In Bezug auf die Reihenfolge der Druckausgaben nimmt man aufgrund der Bogensignatur an, dass Pericles nach The Whole Contention gedruckt wurde. Die Stücke wurden aber in keiner festgelegten Reihenfolge zusammengebunden.

## Gründe für die Fälschung
Da Jaggard keine Rechte an Merchant of Venice besaß (diese gehörten Hayes), hatte er vermutlich ebenfalls keine Rechte an Lear (Rechteinhaber Butters) und Merry Wives (Rechteinhaber Johnson). Die Gründe für Jaggards Vorgehen sind unbekannt. Jaggard hatte lose Beziehungen zu Shakespeares Werken. Er druckte The Passionate Pilgrim in den Jahren 1599 und 1612 fälschlich unter Shakespeares Namen. Manchen Gelehrte haben die Frage aufgeworfen, wieso die King’s Men gerade Jaggard mit dem Druck der First Folio beauftragten, obwohl er erst wenige Jahre vorher mit dem Versuch der Fälschung einer Werkausgabe aufgefallen war. Man vermutet, dass dies aus reiner Not geschah, wahrscheinlich hatte nur Jaggard die technischen Möglichkeiten ein so umfangreiches Werk zu drucken. Auch Paviers Rolle in dem Vorhaben ist umstritten. Da sein Name in etwa der Hälfte der Druckwerke auf der Titelseite erscheint, halten manche Forscher seine Rolle für so bedeutend, dass sie eher von „Pavier-Quartos“ statt einem „False Folio“ sprechen. Da Pollard sich stark mit der Textpiraterie in Shakespeares Kanon beschäftigt hat, prägt dieses Phänomen auch seine Einstellung zum „False Folio“. Spätere Forscher betrachten dagegen das Vorgehen Jaggards und Paviers nicht mehr vornehmlich als Schurkenstück.

## Vergleichende Zusammenstellung von Originalen und Fälschungen

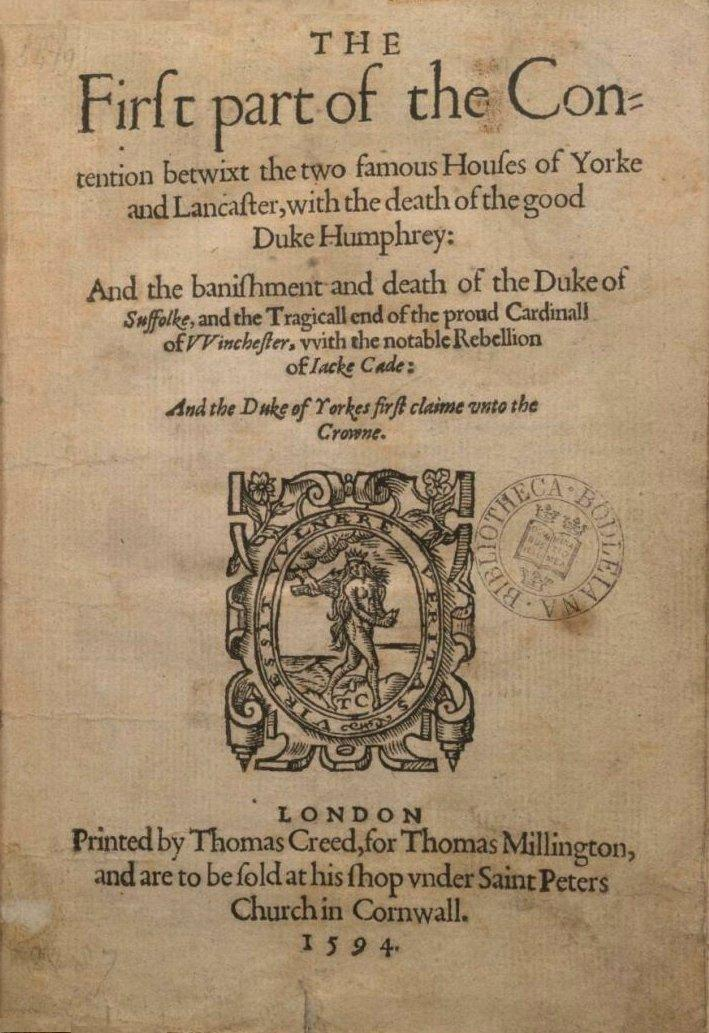
King Henry VI, 2. Original (1594).
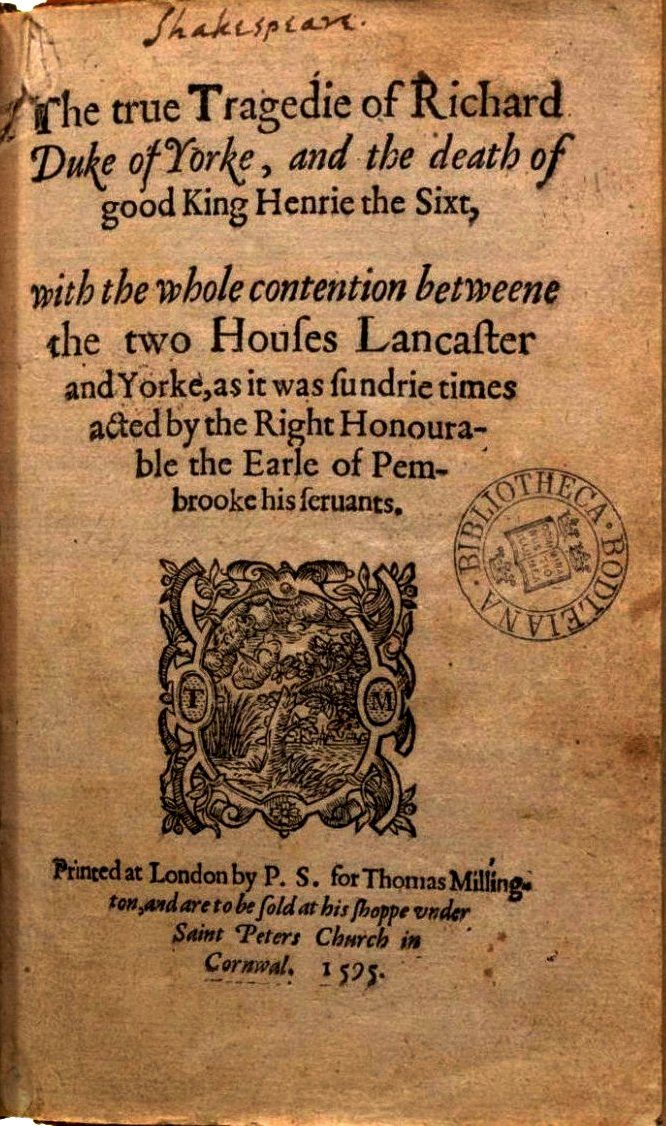
King Henry VI, 3. Original (1595).
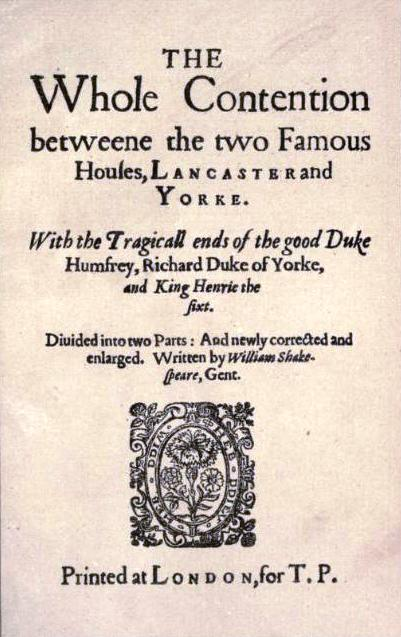
King Henry VI Teile 2 und 3. Fälschung (1619).
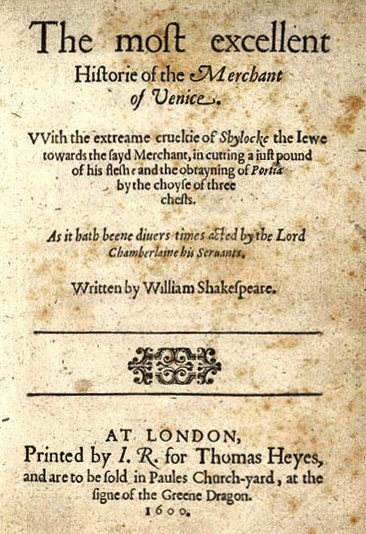
Merchant of Venice, Original (1600)
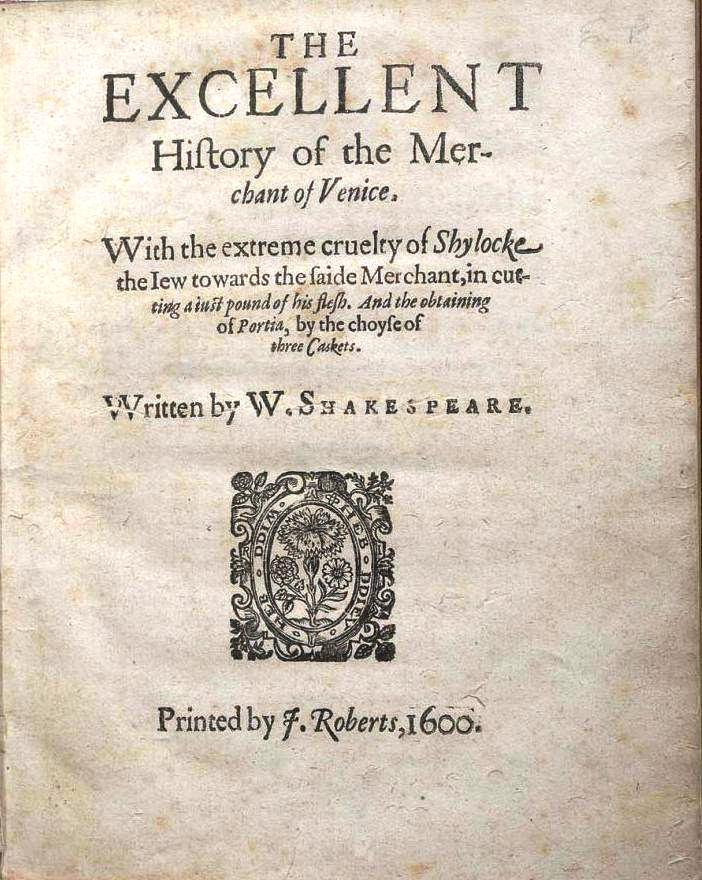
Merchant of Venice, Fälschung (1619).
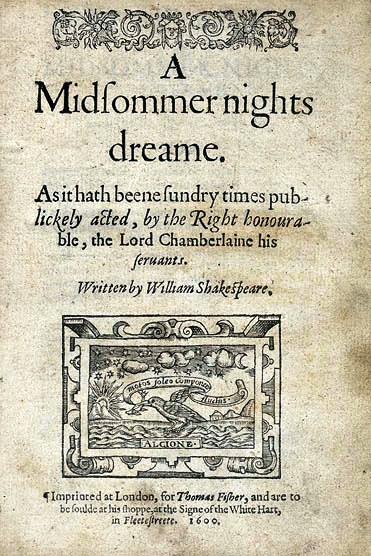
Midsummer's Night Dream, Original (1600).
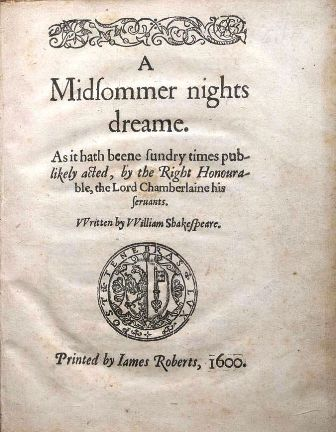
Midsummer's Night Dream, Fälschung (1619).
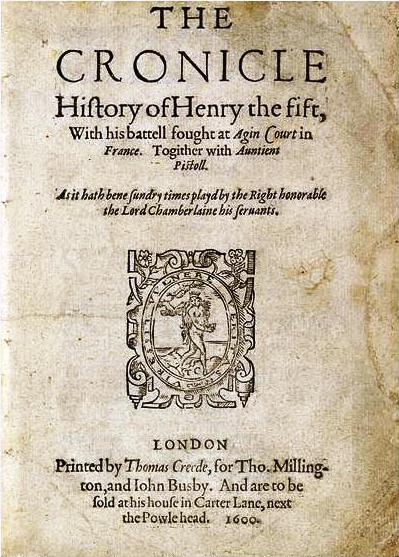
Henry V, Original (1600).
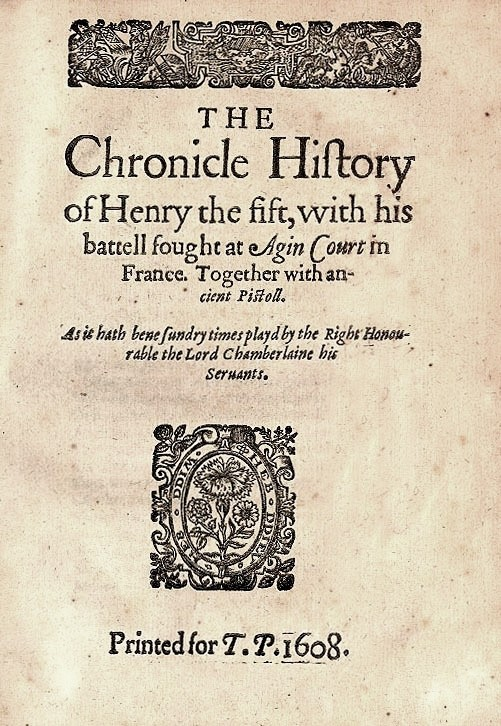
Henry V, Fälschung (1619).
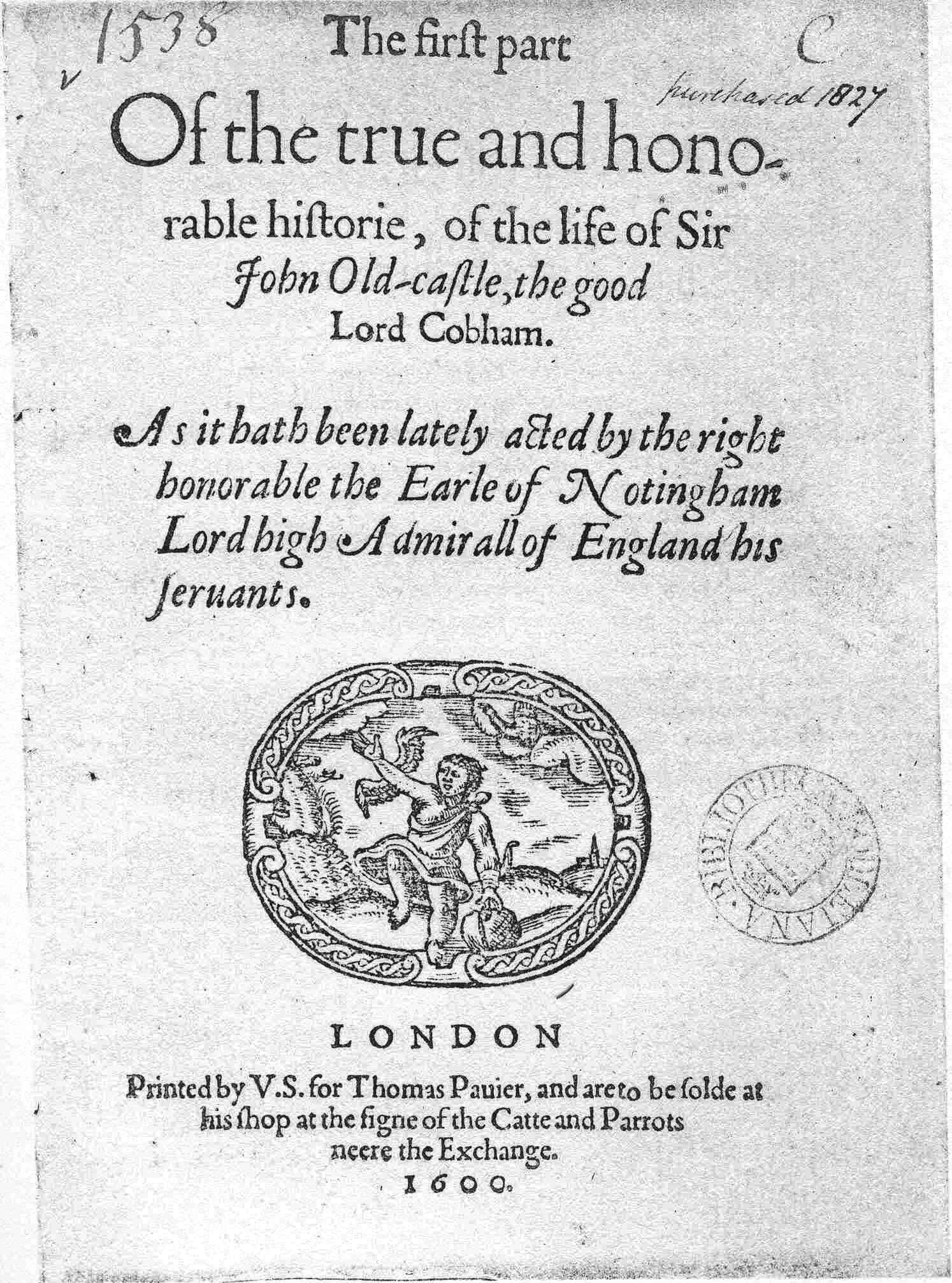
Sir John Oldcastle, Original (1600)
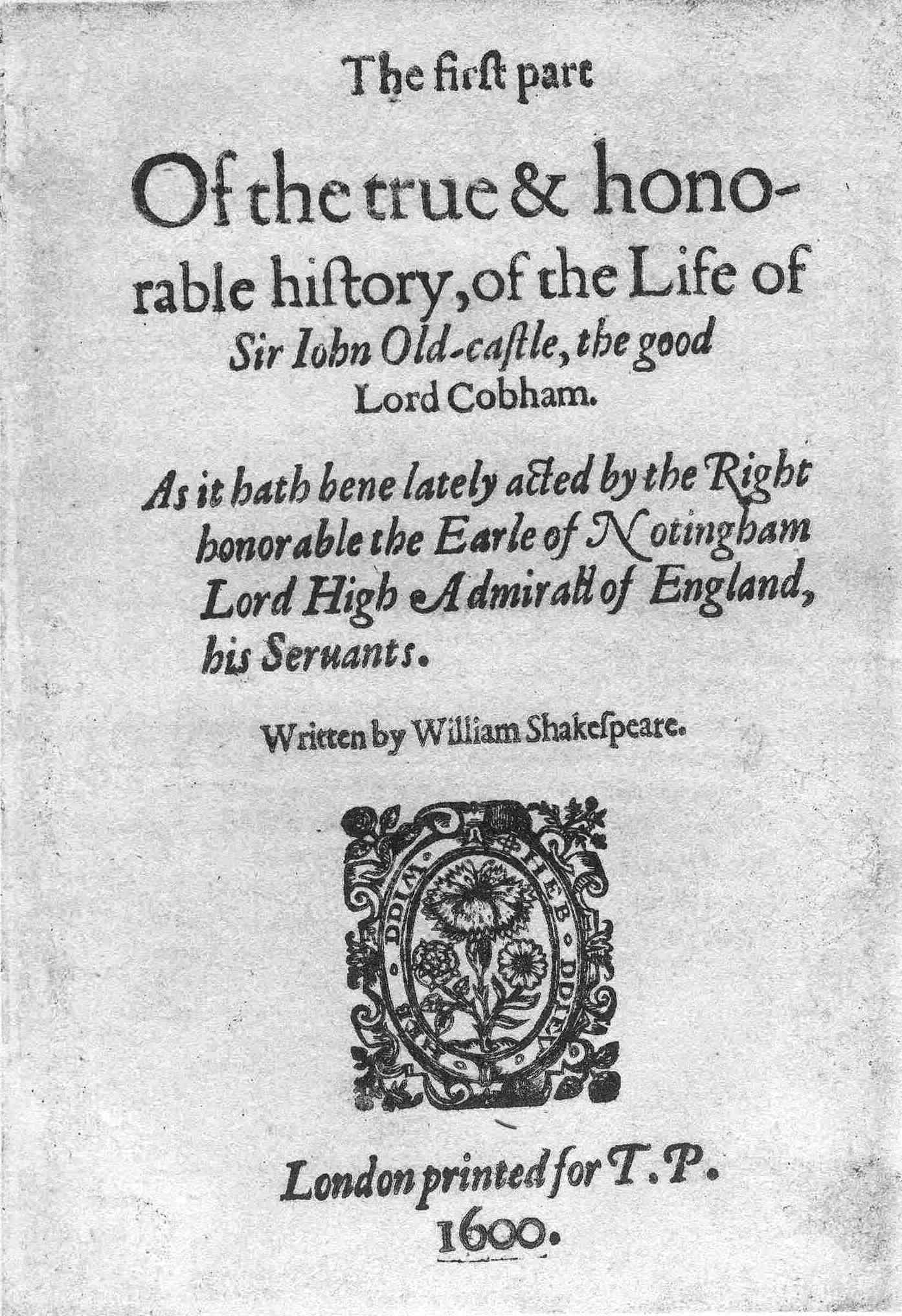
Sir John Oldcastle, Fälschung (1619)
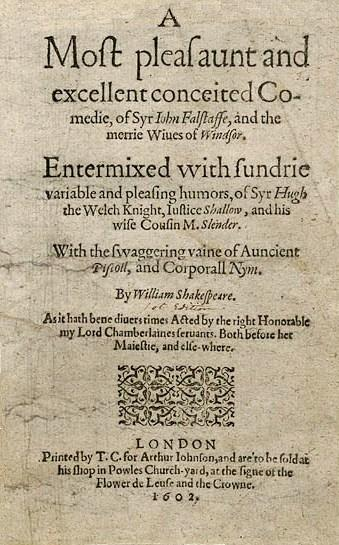
Merry Wives of Windsor Original (1602)
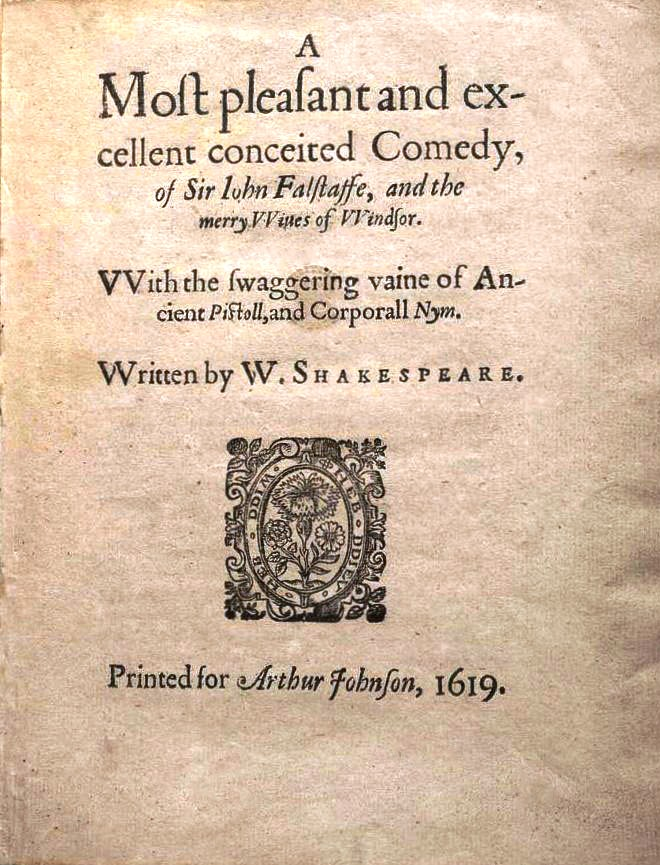
Merry Wives of Windsor Fälschung (1619)
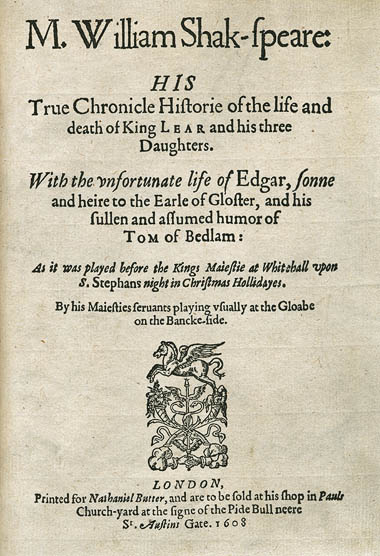
King Lear, Original (1608).
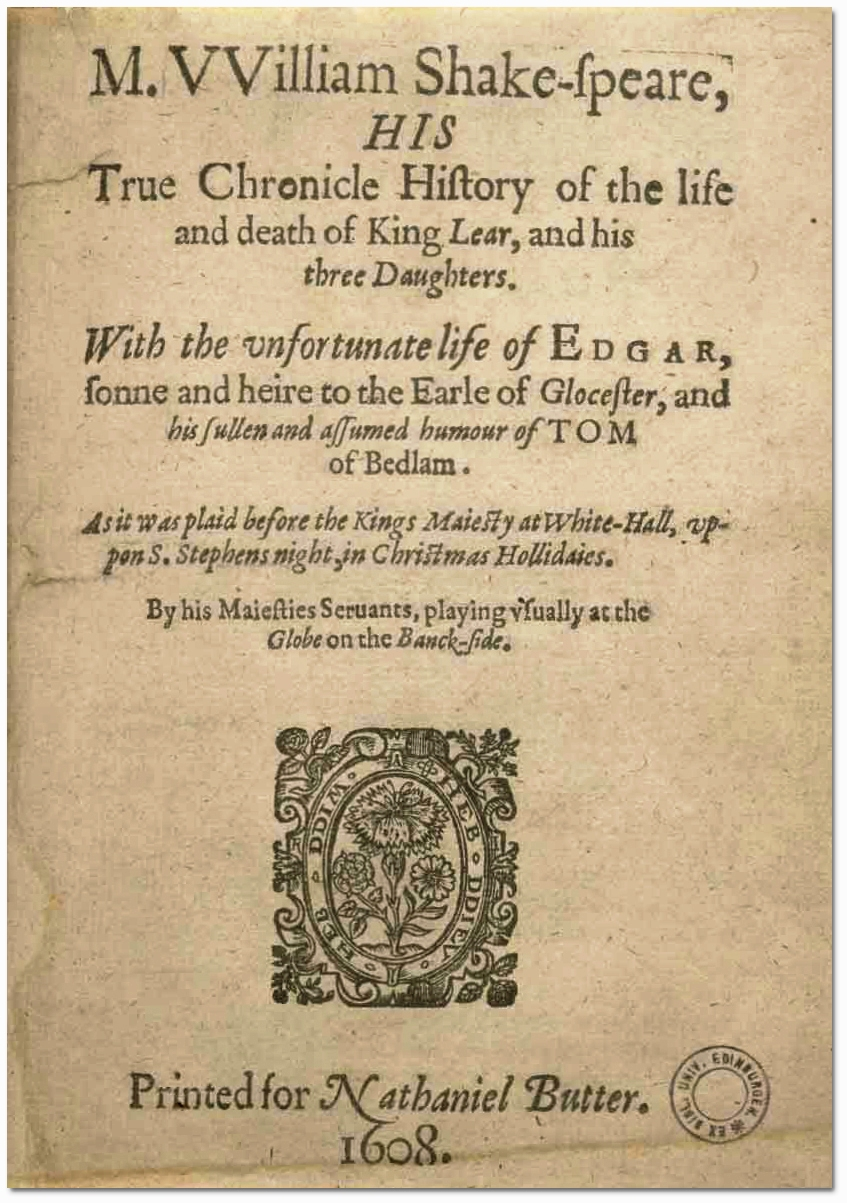
King Lear, Fälschung (1619).
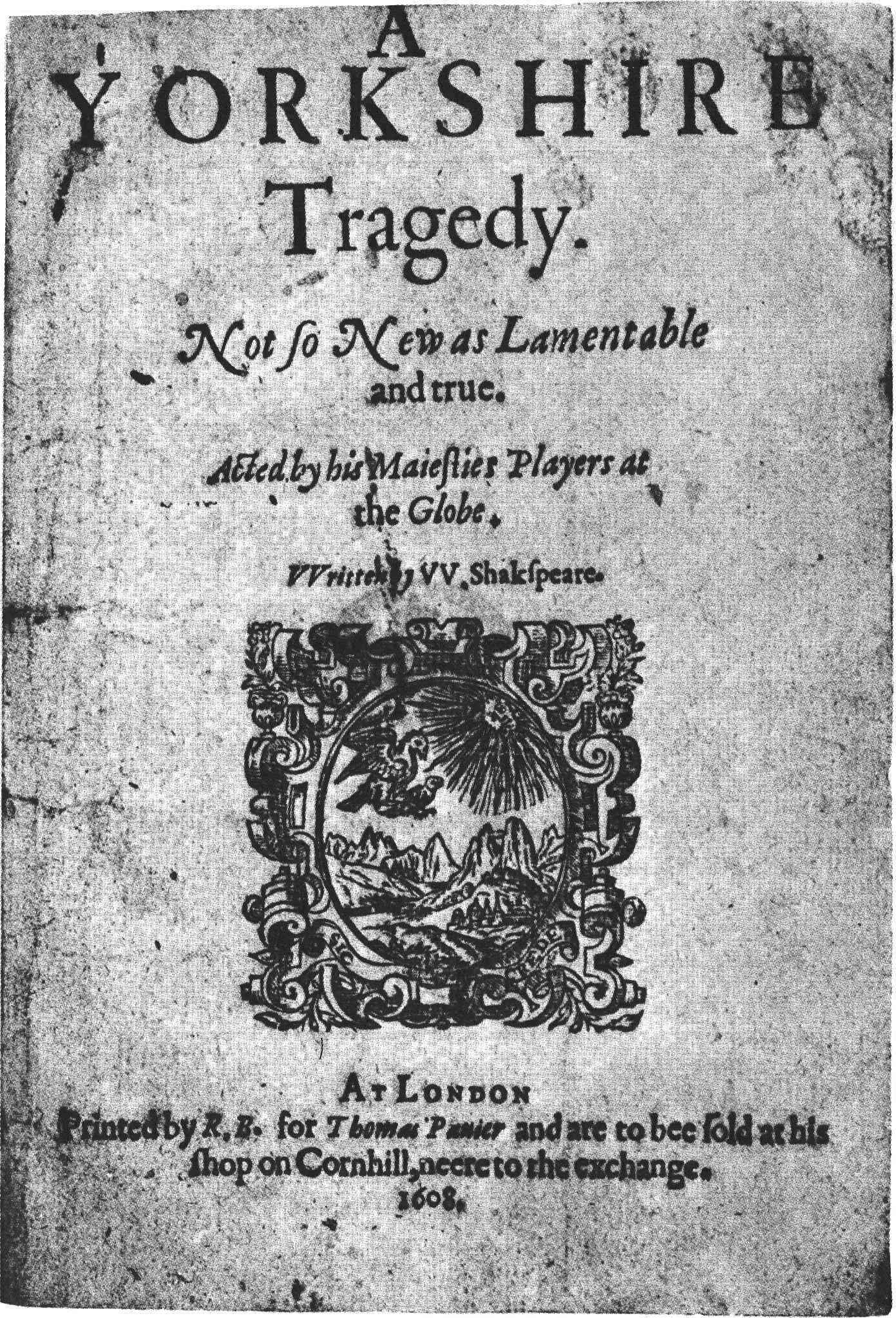
Yorkshire Tragedy, Original (1608).
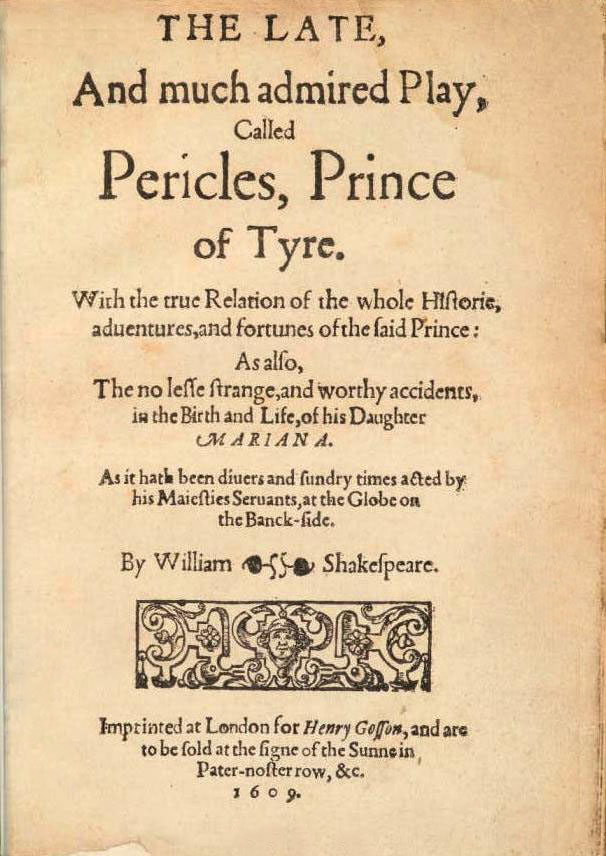
Pericles, Original (1609).
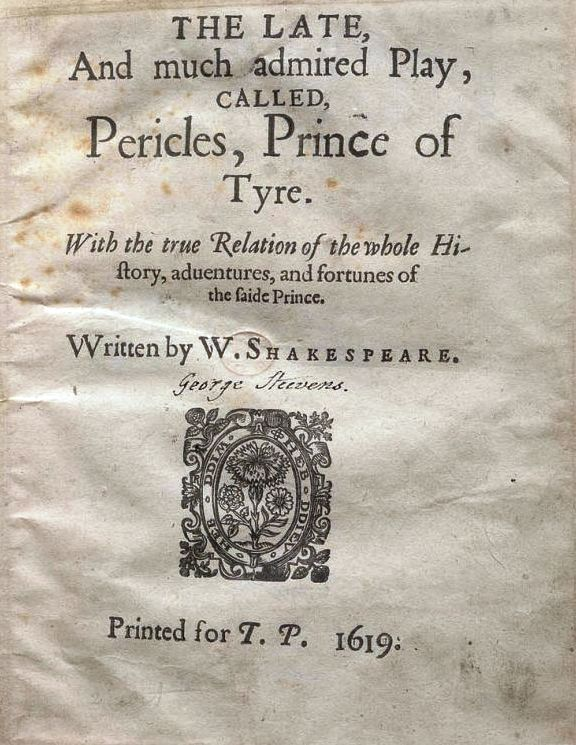
Pericles, Fälschung (1619), erste Auflage.
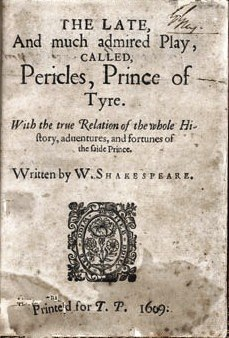
Pericles, Fälschung (1619), zweite Auflage.